# Арсен Дедич
А̀рсен Дѐдич (на хърватски: Arsen Dedić; Шибеник, 28 юли 1938 г. – Загреб, 17 август 2015 г.) е хърватски композитор, певец, музикант, текстописец, поет, писател и преводач.
Нарежда се сред най-видните хърватски и бивши югославски артисти, един от основоположниците на шансона в страната си. Пише множество песни както за себе си, така и за други изпълнители, включително и за втората си съпруга Габи Новак, с която има редица дуети и два съвместни албума, а синът им Матия Дедич е джаз пианист. Награждаван е многократно на музикални фестивали.
Освен с музика се занимава и с писането на лирика. Превежда познати шансонери и автори като Джино Паоли, Серджо Ендриго, с които често си сътрудничи, както и Жак Брел, който оказва голямо влияние върху стила му.
Пише музика по стихотворения на Мирослав Кърлежа, Добриша Цесарич, Тин Уевич, Звонимир Голоб и други. Голяма част от творчеството му се състои от музика за телевизията, филми и театрални постановки. Член е на Хърватското дружество на композиторите и на Хърватското дружество на писателите.

## Биография

### Детство и младост
Роден е в бедно семейство в град Шибеник, който по това време се намира в Кралство Югославия (дн. Хърватия). Той е второто дете на Йован (1902 – 1983 г.) и Вероника (с моминска фамилия Мишкович; 1904 – 1995 г.). По-големият му брат се казва Милутин (1935 – 2021 г.) и е художник.
От бащина страна семейството произхожда от околностите на Дърниш. Баща му Йован е зидар и доброволец пожарникар, а впоследствие – управител в корабостроителното предприятие „Помград“. Занимава се и със земеделие. Има музикална дарба и участва в местния духов оркестър за народна музика и в хотелски оркестър, свирейки на тромпет, туба и тимпани.
Майката е хърватка от село Рупе (недалеч от Скрадин) и приема православието формално при сключването на брака си с Йован. Тя е набожна домакиня и перачка, но е неграмотна и самият Арсен я ограмотява по-късно. Иска да го кръсти Игор, но свещеникът я склонява да му даде името Арсение. Една от бабите на Арсен е с италианско потекло.
По белязаното от град и немотия време на италианската и немската окупация на Шибеник от 1941 до 1944 г. по време на Втората световна война Арсен прекарва известно време със семейството си от майчина страна в Рупе и Дубравице край река Кърка. Като дете израства в родната си къща в шибенския земеделски квартал „Варош“ на номер 41 на днешната улица „Никола Тесла“, на която са родени литературният критик Игор Мандич (р. 1939 г.), а известно време живеят и певците Вице Вуков и Мишо Ковач, с последния от които Дедич е в близко приятелство. Този период от живота му оказва голямо влияние върху творчеството му. През детството си ходи както на католическа, така и на православна църква.
В духовия оркестър баща му Йован въвежда брат му Милутин още от малък, а по-късно – и самия него, когато е на 13 години. В него Арсен свири на флейта по време на празненства и концерти, а често и на погребения. Първият му учител по флейта е бивш немски войник от „Вермахт“, останал да живее в Шибеник. По подареното му от вуйчо му радио слуша италиански изпълнители, които го впечатляват, като например Доменико Модуньо. Под влиянието на диригента Ловро фон Матачич, който тогава пребивава в Шибеник, на 15-годишна възраст започва да свири в местния театрален оркестър. В средата на 50-те години Шибеник има и оперета под съпровода на Яков Готовац и Арсен започва да се занимава все повече с музика. Учи в местната гимназия, в която е един от най-добрите ученици и член на отбора по баскетбол. Склонноста си към музиката проявява и с основаването на група през гимназиалните си години, в която пее и Вице Вуков.

## Личен живот

### Семейство
В края на 1961 г. в Загреб се жени за Весна Матош (впоследствие Весна Сулигой) – племенница на поета Антун Густав Матош. През ноември 1962 г. се ражда дъщеря им Сандра. Пак в Загреб в началото на 1965 г. двойката се развежда.
Вторият му брак, сключен през април 1973 г., е с певицата Габи Новак, с която се запознава още през 1959 г. по време на репетициите за Загребския фестивал. В продължение на години двамата имат приятелска връзка. На 2 март 1973 г. се ражда синът им Матия Дедич, който става джаз пианист, а двойката сключва брак едва след месец. Кум на сватбата им е италианският певец и композитор Джино Паоли.
Заедно с Габи има и дългогодишно творческо сътрудничество, като пише редица песни за нея, а двамата имат редица дуети, както и два съвместни албума. Посвещава на нея, на дъщеря си и внуците си няколко песни, а Сандра е изобразена като момиче на обложката на албума му Kino Sloboda от 1987 г. Внучка им Лу Дедич също е певица.

### Политически възгледи
Дедич се самоопределя „не като аполитичен, а като антиполитичен“. Отхвърля възможността да се въвлече в политиката или да подкрепя който и да е политик, тъй като е уверен, че на певците не са им нужни заявителни изказвания.
По време на кампанията за президентските избори в Хърватия през 1997 г. името му се появява без негово знание и одобрение в списък с имената на неколкостотин културни дейци и артисти, одобряващи с отворено писмо кандидатурата на Франьо Туджман, за което Дедич настоява да се напечата отказът му. След демократичните промени от 90-те години като положителна страна на някогашния социализъм посочва солидарността на системата и социалната мобилност.
През 2014 г. става член на загребското Дружество на приятелите на сплитския футболен клуб „Хайдук“, който подкрепя чрез присъствието си и доброволческите си участия заедно с Габи Новак на празненствата на клуба, наречени Bila noć („Бяла нощ“). Още през 1967 г. записва песните Čovjek od soli („Човек от сол“) и дуета с Вице Вуков I da bi ja ruku u vatri stavit („И ако сложа ръка в огъня“), включени в краткосвирещата плоча Naprid, bili! („Напред, бели!“). Приходите от продадените копия дава за изграждането на новия за времето си стадион „Стари плац“ в Сплит.

## Дискография

### Студийни албуми
- 1969 – Čovjek kao ja
- 1971 – Arsen 2
- 1973 – Homo Volans (двоен албум)
- 1976 – Porodično stablo
- 1976 – Otisak autora
- 1977 – Dedić-Golob
- 1979 – Rimska ploča
- 1980 – Pjevam pjesnike
- 1980 – Gabi i Arsen (съвместен албум с Габи Новак)
- 1982 – Arsen pjeva djeci
- 1984 – Provincija
- 1985 – Kantautor
- 1986 – Moje popevke
- 1987 – Kino Sloboda
- 1989 – Svjedoci priče
- 1993 – Tihi obrt
- 1997 – Ministarstvo straha
- 2002 – Kinoteka
- 2004 – Na zlu putu
- 2008 – Rebus

### Концертни албуми
- 1987 – Arsen & Bora Čorba Unplugged '87
- 2005 – Arsen Dedić & Gino Paoli – Lisinski (Zagreb, 10.11.2005.)

### Сборни албуми
- 1973 – Arsen
- 1975 – Vraćam se
- 1978 – Kuća pored mora (инструментали)
- 1980 – Naručene pjesme
- 1981 – Arsenal
- 1988 – Hrabri ljudi (съвместен албум с Габи Новак)
- 1989 – Glazba za film i TV
- 1990 – Najbolje od Arsena
- 1993 – Retrospektiva
- 1995 – Ko ovo more platit
- 1999 – Herbar
- 2003 – Imena žena
- 2004 – Dječje oči
- 2005 – Jezik ljubavi
- 2006 – The Platinum Collection
- 2006 – Dueti-dueli
- 2009 – Dobrotvorov dom – Antologija
- 2010 – Najljepše ljubavne pjesme
- 2014 – Suputnici
- 2015 – 50 originalnih pjesama

### Саундтракове
- 1981 – Vlakom prema jugu
- 1985 – Anticasanova

### Други
- 1976 – Pjesme sa šlagom ili šumar ima šumu na dlanu
- 1981 – Carevo novo ruho (аудиокнига)